# Alejo de Roma
San Alejo (Álex) de Roma o mendigo (siglo IV-412) es venerado como santo por las iglesias ortodoxa y católica. Los datos sobre su vida se han transmitido en el poema del siglo XI Vie de Saint Alexis, traducido en diversas lenguas europeas durante la Edad Media.

## Vida y obra
Según la leyenda, Alejo era hijo de Eufemiano y Agalé, patricios romanos. Fue prometido con una mujer virtuosa que, en la misma noche de bodas, la convenció para que renunciara al matrimonio a cambio de una vida librada a la piedad y la fe. Luego se embarcó hacia el norte de Siria (la actual Turquía) para llegar a la ciudad de Laodicea y, después, a Edesa (actual Urfa), donde se ganaba la vida pidiendo limosna. Tuvo una visión de la Madre de Dios.
17 años después volvió a Roma. Fue a casa de su padre a pedir limosna, pero nadie lo conoció. Acogido como mendicante, vivió durante 17 años más en su casa, sin ser reconocido, rezando y  enseñando el catecismo a los niños. Dormía bajo la escalera de la entrada. Sabiendo que iba a morir, escribió su historia, explicando por qué renunció a la boda, el viaje a Edesa y su vida posterior. Murió y, según la leyenda, solo su padre pudo abrirle la mano para tomar la carta y leerla, quedando sorprendido al darse cuenta de que era su hijo.
Según otra tradición, Alejo murió pobre en un hospital de Edesa, y antes de morir reveló que era miembro de una familia noble y que había rechazado el matrimonio para consagrarse a Dios.
La reliquia de su cabeza se venera en el monasterio de Santa Laura del Peloponeso.

## Veneración
Su culto se desarrolló en Siria y se extendió por el Imperio bizantino hacia el  siglo IX. Solo hacia finales del siglo X apareció el nombre en los libros litúrgicos occidentales.
A pesar de su popularidad, en 1969 fue suprimido del Calendario General de los Santos, a causa del carácter legendario de su vida. Posiblemente, la historia se base en la de algún asceta oriental de Edesa que vivió de forma pobre y fue venerado como santo, siendo el resto de elementos de invención popular. Se continúa conmemorando su memoria, aunque no de forma generalizada como antes.